# Rudolf Dessoir
Rudolf Dessoir, eigentlich Rudolf Dessauer, (9. September 1799 in Posen – 28. Dezember 1833 in Mainz) war ein deutscher Theaterschauspieler.

## Leben
Dessoir, der ältere Bruder des Theaterschauspielers Ludwig Dessoir, war als Schauspieler in München und Wien tätig. Im Juni 1825 trat er in München am Königlichen Theater am Isarthor in dem „Großen Historischen Schauspiel“ Kaiser Friedrich der Rothbart und Herzog Heinrich der Löwe von August Klingemann auf. Ende 1825/Anfang 1826 wurde er, zuvor in Wien engagiert, von August Klingemann, dem Direktor des Hauses, auf Geheiß des Herzogs Karl II. von Braunschweig ans Hoftheater Braunschweig engagiert, wo er für die nächsten Jahre festes Ensemblemitglied war. 1829 schied er, aufgrund von gesundheitlichen Problemen – er litt an periodischem Verfolgungswahn – aus dem Bühnenverband des Hoftheaters Braunschweig aus. 1832 wurde er von August Haake, der seit Herbst 1829 gemeinsamer Direktor des Herzoglichen Hoftheaters Wiesbaden und des Theaters Mainz war, ans Theater Mainz engagiert. Dort spielte Rudolf Dessoir u. a. die Titelrolle in Friedrich Schillers Trauerspiel Don Karlos. Am 28. Dezember 1833 schied Rudolf Dessoir durch Suizid aus dem Leben.
Über seine Schwester, die Schauspielerin Jeanette Dessoir, war er der Onkel von Theodor Lobe.